# 山ちゃん美香の朝ドキッ!
山ちゃん美香の朝ドキッ!（やまちゃんみかのあさドキッ!）は、2009年10月5日から2016年3月25日までHBCラジオで放送されていたラジオ番組。

## 放送時間
- 月 - 金曜 9:00 - 11:00（JST）

## 出演者
- 山内要一（HBCアナウンサー）
- 田村美香
- 中井美雅（気象予報士、HBCウェザーセンター）
- 中田有香・下坂真沙美（トピッカーキャスタードライバー）

## 概要
近年、札幌地区民放4局合同ラジオ個人聴取率調査（ビデオリサーチ調べ）では、好成績を収めている同局番組で、平日唯一の弱点とされてきた当時間帯。5年半ぶりの新番組（女性出演者は10年半ぶりの交代）は、「カーナビラジオ午後一番!」を13年3ヶ月に渡って担当した田村と、かつて同時間帯に放送していた「山ちゃん直子のラジオマガジン」を担当していた山内によるワイド番組。HBC本社ラジオ第2スタジオから生放送。
2009年冬期の聴取率調査では10時台において3.6%の聴取率を記録。2012年12月の聴取率調査でも3.3%の聴取率を記録し、STVラジオと並んでトップとなった。
水曜日は「田村美香の何でも90分」として、田村が全編中継先から登場する（田村はトピッカーとは別の箇所から中継、山内は1人でスタジオ担当）。

## 主なコーナー

### 9時台
ちょっと旅してみませんか
放送時間：9:20ごろ
旅に関するオススメ情報を紹介。元々はJR北海道の提供による「JRちょっと旅してみませんか」というタイトルだった。
- 月曜：Monday Good Book - 永江朗（ライター・書評家）が電話出演し、1冊の書籍を紹介する。
- 木曜：「手塚式遠足のススメ」 - 手塚越子（ライター・イラストレーター）が電話出演し、イベントや観光地などを紹介する。

上記以外は、主に北海道内各地で行われるイベント情報となっている。
日替わりコーナー
放送時間：9:35ごろ
- 月曜：トラックステーションリポート - 札幌市トラックステーションからの中継（トピッカーとは別に佐藤舞が担当）。休憩中のドライバーにリクエストを聞く。
- 木曜：山ちゃんのスポーツ虎の穴 - プロ野球などスポーツに関する話題について、山内がトークする。
- 金曜：美香の金曜ロードショー - 田村が見た映画について、感想などを語る。

上記以外は、毎日設定されたテーマに沿った内容となる（上記の曜日でも、都合により休止してテーマコーナーに差し替える場合がある）。
お米パラダイス
放送時間：9:54ごろ
日替わりで、米にまつわる話題を放送。
- 月曜：お米川柳 - 米に関する言葉を使った川柳を聴取者より募り、紹介。
- 火曜：マンスリーレシピ - 毎月設定されるテーマ食材を使用した米料理を聴取者より募り、作り方を紹介。
- 水曜：おにぎり娘が行く - 田村が中継先に北海道米で作ったおにぎりを持参し、居合わせた人に試食してもらい感想を聞く。
- 木曜：ミス北海道米リポート - 「ミス北海道米」から1名が出演し、活動報告などを行う。
- 金曜：給食アラカルト - 金井智恵（札幌市立西園小学校栄養士）が電話出演し、食に関する豆知識やレシピを紹介。

### 10時台
ジョージア朝ドキッ!リクエスト
放送時間：10:10ごろ
トピッカーによる中継。リクエストを聞き中継先を紹介する。出演者には缶コーヒー30本を進呈。
テーマコーナー
放送時間：10:20ごろ
- 月曜 - 木曜：毎日設定されたテーマに沿った日替わりコーナー。
- 金曜：コンサドーレ情報 - 野々村芳和（北海道フットボールクラブ社長）が電話出演し、直近の試合を振り返るほか、チーム情報などを聞く。

マイトピックス
放送時間：10:52ごろ
毎週設定されるテーマに沿って、聴取者より寄せられたメッセージを紹介。
企画ネット番組として、日本香堂のCMのみネット。

### 不定期企画
主に日替わりのテーマコーナーとして行われ、当日のメインコーナーとなる。
ザ・ベストテン ○○ランキング
設定されたテーマに基いて聴取者から投票を受け付け、ランキング形式で発表。
設定されるテーマは缶詰やカップ麺などが中心で、音楽のランキングはほとんど行われない。
あの頃探偵団
杉村悦郎（ライター）がスタジオ出演し、主に昭和の世相や風景について語る。
クイズコーナー
クイズマニアを自称する山内が企画。聴取者が1人ずつ電話で参加し、正解数を競う。いずれも不正解となった時点で、次の聴取者に交代となる。
以下はクイズ形式の一例。
- 突然アタックチャンス - 応募した聴取者へ予告なしに電話をかけ、1問1答のクイズを行う。
- クイズ・あなたは聖徳太子 - 応募した聴取者へ予告なしに電話をかける。聴取者は3つの封筒から1つを選択し、書かれた人数（1人-3人）が同時に異なるクイズを出題、問題を聞き分けてすべてに解答できれば1問正解となる。

子ども企画
祝日や春休み・夏休み・冬休み期間中の小・中学生を対象に電話出演してもらい、「なぞなぞ」「特技披露」「クイズ対決」等、様々な企画が行なわれる。